# Ахмед Аль-Аттас
Ахмед Аль-Аттас (араб. أحمد العطاس; нар. 28 вересня 1995) — еміратський футболіст, півзахисник клубу «Аль-Джазіра».
Виступав, зокрема, за клуб «Аль-Джазіра», а також національну збірну ОАЕ.

## Клубна кар'єра
У дорослому футболі дебютував 2012 року виступами за команду клубу «Аль-Джазіра», кольори якої захищає й донині.

## Виступи за збірну
2015 року дебютував в офіційних матчах у складі національної збірної ОАЕ.

## Досягнення
- Чемпіон ОАЕ (1):

«Аль-Джазіра»: 2016-17
- Володар Кубка Президента ОАЕ (3):

«Аль-Джазіра»: 2015-16
«Шабаб Аль-Аглі»: 2018-19, 2020-21
- Володар Кубка Ліги ОАЕ (2):

«Шабаб Аль-Аглі»: 2018-19, 2020-21
- Володар Суперкубка ОАЕ (1):

«Шабаб Аль-Аглі»: 2020
Збірні
- Бронзовий призер Азійських ігор: 2018